# 北京国际饭店
北京国际饭店，位于北京市东城区建国门内大街9号，隶属北京首旅置业集团有限公司。

## 简介
北京国际饭店于1987年12月开业。饭店主楼高104.4米，建筑总面积12.6万平方米。大厦主体平面呈三叉形，主色调为白色及深棕色，主楼地上29层、地下3层。门厅高达9米。进门之后，穿过40米长的通道，可到中厅。中厅的中央是乐池，顶部为110块凹凸不平的矩形茶色遮光罩，四周为12个不同形式的餐厅及咖啡厅。中厅西部有女娲天井。饭店东侧设有游泳池、保龄球等娱乐设施。